# Maler N

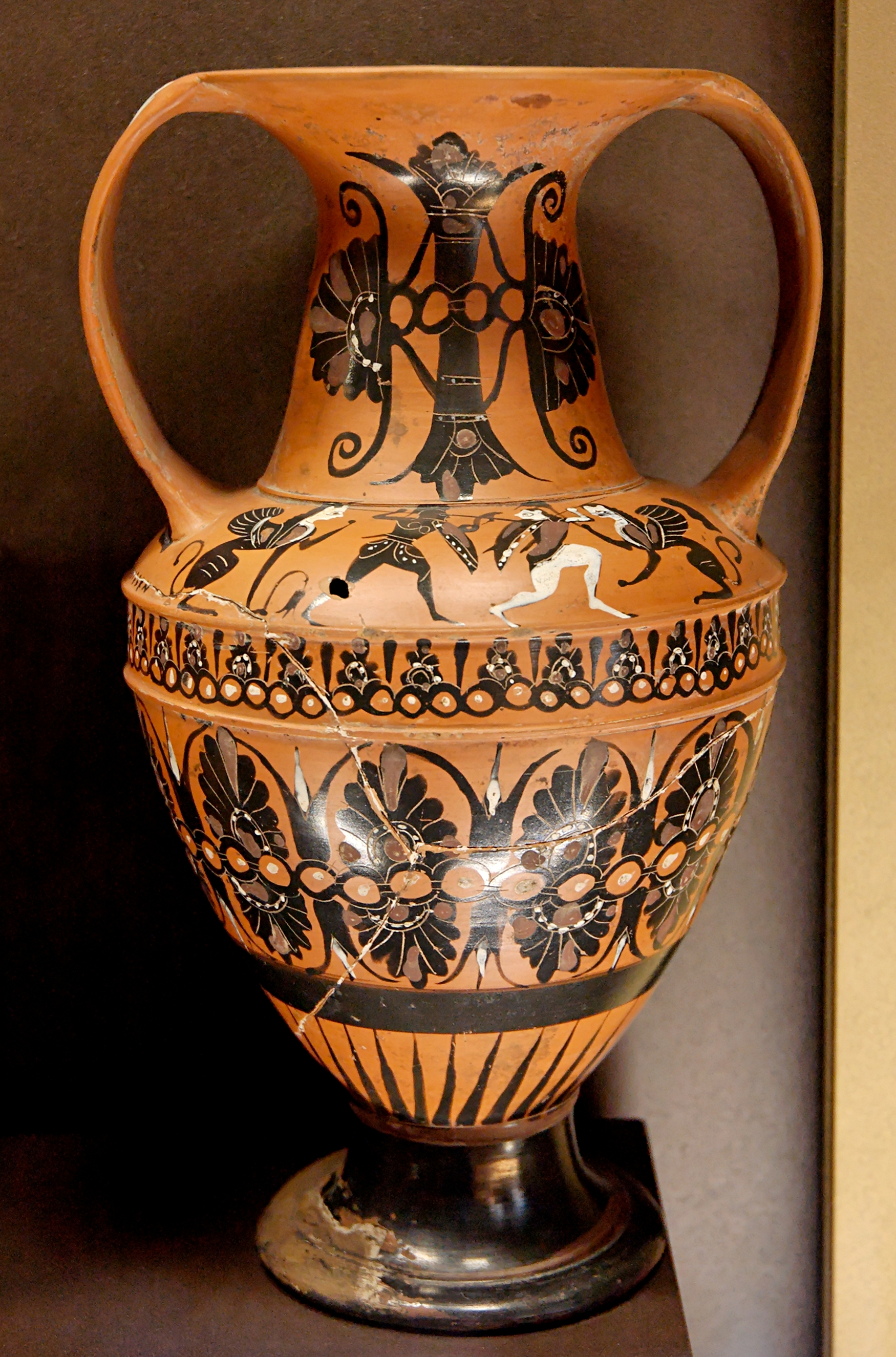
Amazonenschlacht, Nikosthenischen Amphora, um 520/10 v. Chr., Louvre F 111

Der Maler N war ein mit einem Notnamen bezeichneter attischer Vasenmaler des schwarzfigurigen Stils des dritten Viertels des 6. Jahrhunderts v. Chr.
Der Maler N erhielt seinen Namen nach dem Töpfer Nikosthenes, in dessen Werkstatt er arbeitete und für den er einer der wichtigsten Mitarbeiter war. Nach heutigem Kenntnisstand scheint der Maler N alle Nikosthenischen Amphoren bemalt zu haben. Zudem verzierte er mehrere Kyathoi, Schalen und einen Psykter. Manche Forscher nehmen an, dass der Maler N identisch mit dem Töpfer Nikosthenes sein könnte.

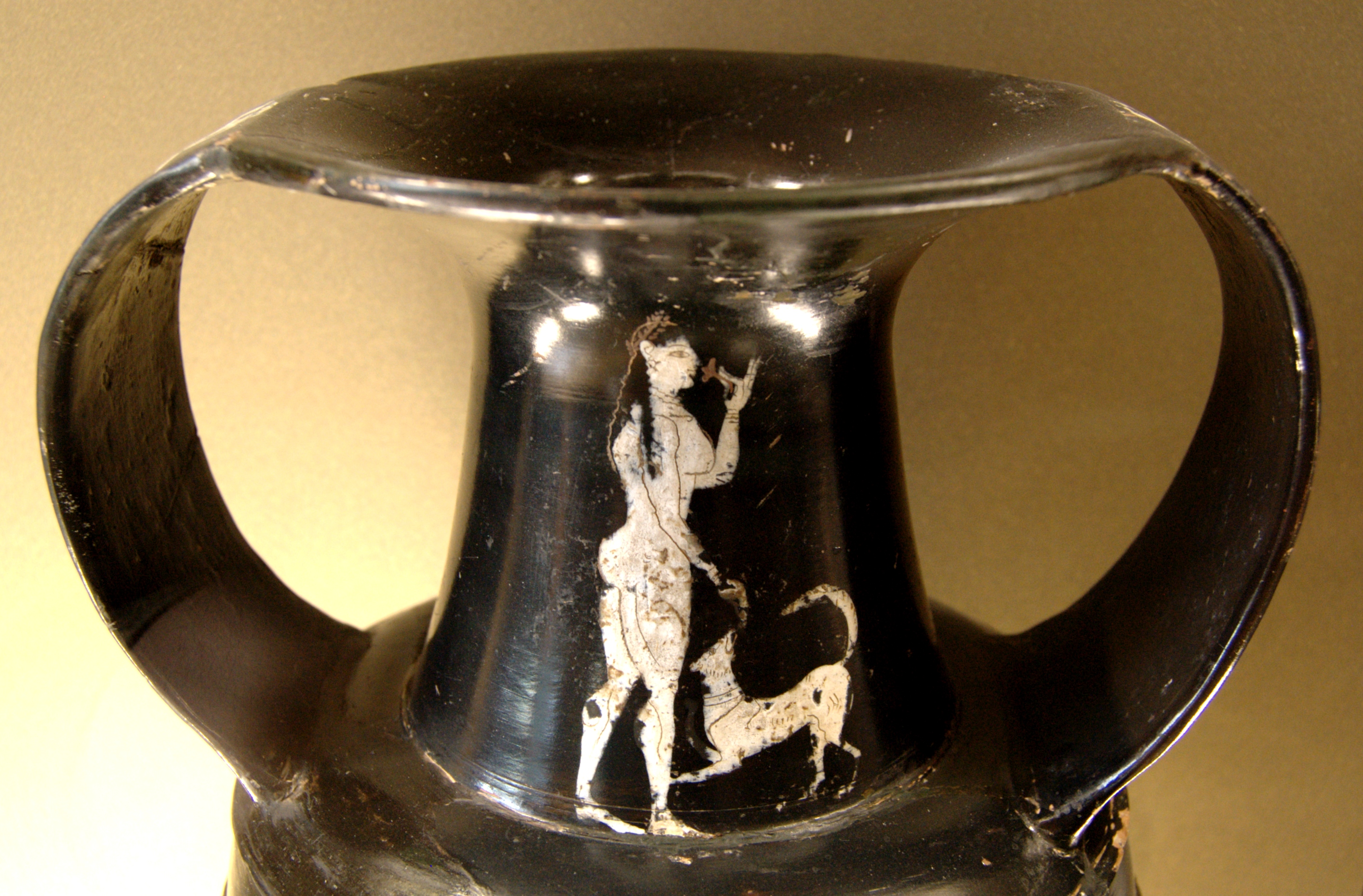
Eine Frau und ein Hund auf dem Hals einer Nikosthenischen Amphora, um 520/10 v. Chr., Louvre (F 114)

Die vom Maler N verzierten Vasen werden zum Großteil in die 30er und 20er Jahre des 6. vorchristlichen Jahrhunderts datiert. Vor allem die größeren Figuren zeigen größere Qualitäten, die kleineren bezeichnet John Boardman schlicht als langweilig und manchmal flüchtig und nicht weit entfernt von Ware aus einer Massenproduktion. Besonders schlecht seien demnach seine Pflanzenornamente.
Die rotfigurigen Vasen aus der Werkstatt des Nikosthenes wurden überwiegend vom sogenannten Nikosthenes-Maler bemalt.